# Henry Sosa
Henry Sosa Esther (né le 28 juillet 1985 à El Seybo, République dominicaine) est un lanceur droitier des Ligues majeures de baseball jouant avec les Astros de Houston.

## Carrière
Henry Sosa signe son premier contrat professionnel en 2004 avec les Giants de San Francisco. Il entreprend dès 2006 son parcours en ligues mineures dans l'organisation des Giants, puis avec des clubs affiliés aux Astros de Houston puisque c'est à cette franchise que Sosa est échangé le 19 juillet 2011 en retour du joueur de deuxième but Jeff Keppinger. Les Astros obtiennent aussi un autre lanceur des ligues mineures dans cette transaction, le droitier Jason Stoffel.
Sosa fait ses débuts dans le baseball majeur comme lanceur partant des Astros le 10 août 2011. Après avoir alloué trois points en première manche de ce premier départ, il se ressaisit mais subit néanomoins la défaite dans un revers de 6-3 des Astros face aux Diamondbacks de l'Arizona. Après deux défaites, il remporte sa première victoire le 25 août sur les Giants de San Francisco. Sa fiche est de 3-5 en 10 départs pour Houston en 2011.